# Horitzons de l'oest
Horitzons de l'oest (original:  Horizons West) és una pel·lícula estatunidenca de Budd Boetticher, estrenada el 1952. Ha estat doblada al català.

## Argument[2]
A la fi de la Guerra de Secessió (1861-1865), dos germans tornen al ranxo del seu pare. El més jove, Neil Hammond (Rock Hudson) arriba disposat a reprendre el seu treball com a texà al costat del seu pare (Rock Hudson); en canvi, Dan Hammond, el més gran, (Robert Ryan) s'ha convertit en un home sense escrúpols, cruel i ambiciós, que aspira a enriquir-se i fer servir tots els mitjans al seu abast per construir un imperi semblant al que té el cruel Cord Hardin. Els germans segueixen, doncs, camins molt diferents, però el destí farà que, finalment, hagin d'enfrontar-se.
La dona de Hardin, Lorna, comença a somiar en Dan quan esdevé un personatge potent, fent murmurar cavalls i amassant terra. Dan es fa molts enemics, i un xoc entre els germans és inevitable.

## Repartiment
- Robert Ryan: Dan Hammond
- Rock Hudson: Neil Hammond
- Julie Adams: Loma Hardin
- Raymond Burr: Cord Hardin
- James Arness: Tiny Mc Gilligan
- Walter Reed: Layton
- Dennis Weaver: Dandy Taylor
- Frances Bavier: Martha Hammond
- Tom Powers: Frank Tarleton
- John Hubbard: Sam Hunter
- Rodolfo Acosta: General José Escobar Lopez
- Douglas Fowley: Ed Tompkins